# Lepidosperma curtisiae
Lepidosperma curtisiae là loài thực vật có hoa trong họ Cói. Loài này được K.L.Wilson & D.I.Morris mô tả khoa học đầu tiên năm 1993.